# Осемнадесети изтребителен авиополк
Осемнадесети изтребителен авиополк е бивше военно формирование на Военновъздушните сили на българската армия.

## История
Създаден е на 1 ноември 1950 г. със заповед № 00642 на министъра на отбраната. Полкът е базиран на летище Враждебна и е част от четвърта изтребителна дивизия. Първите самолети на въоръжение са Як-9М/П и Як-11. На 20 април 1952 г. полка е преместен на летище Доброславци. По това време са доставени нови самолети Як-23 и Як-17. Бойното знаме е връчено на 23 септември 1953 г. От 1955 г. полка е снабден със самолет МиГ-15 и неговите разновидности, а от 1960 г. и с МиГ-17Ф. През 1963 г. са доставени и самолетите МиГ-19П и МиГ-19С (първите свръхзвукови изтребители на българските ВВС) от разформирования единадесети изтребителен авиополк, които дават началото на първа ескадрила. По-късно се създава втора ескадрила, която е базирана в Габровница. На 1 ноември 1968 г. полка е включен в първа дивизия на ПВО в Божурище. Освен 18-и ИАП дивизията включва 1-ва Зенитно-ракетна бригада, прикриваща София, 2-ра Зенитно-ракетна бригада, прикриваща Пловдив, 1-ва Радио-техническа бригада с щаб в Божурище, осигуряваща радио-локационното наблюдение на Западна България и подразделения за поддръжка.
До средата на 80-те години изтребителният авиополк е с триескадрилен щат, като 1-ва ИАЕ е въоръжена с прехващачи МиГ-23 и базирана в Доброславци, 2-ра ИАЕ също с прехващачи МиГ-23 е базирана в Габровница, а 3-та ИАЕ е въоръжена с МиГ-17 и също е базирана в Доброславци. 3-та Ескадрила е учебно-бойна и предназначението ѝ е да подготвя пилоти за изтребителната авиация. Когато 3-ти Учебен авиополк (в Каменец) на Висшето народно военновъздушно училище в Долна Митрополия се превъоръжава с МиГ-21Птой поема тези функции, 3-та ИАЕ на 18-и ИАП е разформирована, а авиополкът преминава на двуескадрилно командно-щатно разписание. Полкът е разформирован през 1994 г., а от неговите подразделения са създадени първа и втора изтребителни авиобази.

## Командири[2]
Званията са към датата на заема на длъжността:
- майор Стефан Банков Ножаров (1 ноември 1950 – 1 ноември 1952 г.)
- майор Васил Христов Драганов (1 ноември 1952 – 19 август 1956 г.)
- майор Никола Райчев Кърджиев (19 август 1956 – 20 май 1957 г.)
- майор Тома Тасев Ковачев (20 май 1957 – 31 юли 1962 г.)
- майор Димитър Димитров (31 юли 1962 – 15 октомври 1965 г.)
- подп. Филип Георгиев Цеков (15 октомври 1965 – 15 октомври 1968 г.)
- полк. Димитър Георгиев Димитров (15 октомври 1968 – 10 октомври 1971 г.)
- полк. Еленко Каменов Недялков (10 октомври 1971 – 20 декември 1975 г.)
- подп. Иван Бинев (20 декември 1975 – 20 август 1978 г.)
- подп. Кирил Радев (20 август 1978 – 22 септември 1983 г.)
- подп. Цветан Емилов Доганов (22 септември 1983 – 15 юли 1985 г.)
- полк. Нецо Миков Ликов (15 юли 1985 – 15 септември 1987 г.)
- подп. Антон Иванов Вачков (15 септември 1987 – 15 септември 1989 г.)
- майор Методи Любенов Николов (15 септември 1989 – 01 септември 1991 г.)
- подп. Валентин Георгиев Борисов (01 септември 1991 – 01 септември 1994 г.)